# بوليمر أولي
تشير كلمة بوليمر صغير أو بولمير أولي إلى مونومر أو نظام من المونومرات تم تنشيطه إلى أن وصل إلى حالة  كتلته الجزيئية فيها متوسطة. يُمكن أن تتم بلمرة هذه المادة أكثر عن طريق المجموعات النشطة إلى أن تصبح في حالة تكون فيها كتلتها الجزيئية عالية وثابتة بالكامل. وبناء على ذلك يُمكن أن يُشار إلى مزائج البوليمرات النشطة مع مونومرات غير نشطة ببوليمرات صغيرة.